# Volla
Volla (IPA: /ˈvolla/,  'A Vólla in napoletano) è un comune italiano di 25 829 abitanti della città metropolitana di Napoli in Campania.

## Geografia fisica

### Territorio
È posizionato tra il vesuviano e l'area nord orientale del capoluogo partenopeo. Nella zona al confine con il territorio di Casoria è visibile il corso del fiume Sebeto.

## Storia
(Lorenzo Giustiniani, Dizionario geografico ragionato del Regno di Napoli, Volume 2, Napoli 1797, voce "Bolla", pag. 304-307)
Il nome Volla era, all'origine, il nome di una famosa sorgente d'acqua, che in un diploma di Carlo Il d'Angio veniva chiamata Bulla", dal Pontano e dal Summonte "Labull"e dal De Renzi "Bolla", l'acqua si divideva in due corsi: uno formava un piccolo fiume, l'altro un corso d'acqua sotterraneo. L'attuale territorio di Volla era in gran parte paludoso, perché vi confluivano le acque piovane, ma anche quelle di alcuni fiumi che scendevano dal M. Somma e dai territori circostanti; molto probabilmente fu attraversato dalle acque del fiume Sebeto. Le prime notizie riguardanti l'acquedotto della "Bolla" risalgono al sesto secolo; Procopio, infatti, ricorda che i soldati di Belisario riuscirono ad entrare a Napoli proprio attraverso di esso. Antichi corsi d'acqua a Volla Nel 1263 Carlo | d'Angiò si interessò della bonifica del territorio malarico e stagnante della "Casa della Volla" e delle varie località, quali Taverna della Noce e via Sommese; tale opera fu poi proseguita dagli Aragonesi, con Alfonso | e Ferrante 1. Di certo nel 1 644 Volla faceva parte del "Casale di S. Sebastiano al Vesuvio", insieme a Cercola e alle frazioni di Caravita, Monteoliveto e Catini, uno dei 35 casali di Napoli che fu donato dal re di Spagna Filippo IV, assieme al titolo di marchese, a Donna Giulia Brancaccio moglie del fu reggente Antonio Caracciolo. Nello stesso anno poi il duca d'Arcos, viceré di Napoli, emano un "Banno" che regolava il cosiddetto "jus panizandi", con esso si conferiva la possibilità ai "possessori* di imporre la "gabbella della farina" e di panificare in proprio: questa fu una delle questioni più sentite anche nel secolo successivo. Nel 1750 un ricco proprietario terriero di Volla, Michele Lufrano, chiese il permesso all'"Università" (intesa come comunità) di S. Sebastiano di panificare, poiché il pane della zona era di infima qualità, cosa che però non gli fu concessa; così Lufrano presentò un'istanza, nella quale scriveva di possedere "moggia 75 nel tenimento di Volla" nel quale aveva edificato un "casino con ostería" e dove pensava di costruire un forno per produrre pane per i suoi coloni, per lo stesso re e la sua corte, visto che il casolare si trovava nella Reale Riserva di Caccia. Nel 1866 il paese chiese, insieme a Monteoliveto Grande e Piccolo e a Taverna della Noce, il distacco dai comuni di origine e la conseguente unificazione in un comune autonomo, con sede e nome in Cercola. La domanda fu però respinta dal prefetto. Dal quel momento in poi più volte Volla cercò di diventare autonoma, ma non vi riuscì. Dopo la Seconda guerra mondiale, Volla, costituita ancora in gran parte da paludi ed acquitrini, fu inevitabilmente coinvolta nella ricostruzione post-bellica. Con la quasi totale bonifica il territorio iniziò prima a svilupparsi attorno ad un piccolo centro urbano, in seguito, grazie alla nuova condizione di fertilità i contadini lo occuparono e lo resero un agglomerato a sé, con addirittura il doppio della popolazione di S. Sebastiano che si assicurava la maggioranza in consiglio comunale. Questa nuova condizione fece risvegliare il desiderio di autonomia, capitanato da quello che fu il primo Sindaco di Volla Michele Scarpato che finalmente giunse il 29 Febbraio 1953 ,con il decreto n. 41 1 dell'allora presidente della Repubblica Luigi Einaudi a cui, oggi, è stata dedicata una delle principali vie del Comune.
Nel maggio del 2000 la cittadina vesuviana ricevette per qualche giorno l'attenzione dei media nazionali a seguito delle dure affermazioni anticamorra del parroco Don Franco Gaeta, il quale durante un'omelia auspicò che il Signore chiamasse a sé (alludendo alla loro morte) i malviventi che non avessero voluto abbandonare la loro delinquenziale condotta di vita.
La vita politico-amministrativa del comune durante il primo decennio di questo secolo è stata segnata dalla vicenda riguardante lo scioglimento del consiglio comunale a causa di forme di ingerenza da parte della criminalità organizzata, disposto con il D.P.R. del 2 novembre 2004. Sul ricorso presentato contro il provvedimento dagli esponenti dell'allora maggioranza politica guidata dal sindaco di centro-sinistra Giovanni Ciro Mastrogiacomo si è pronunciato, rigettandolo, il Consiglio di Stato, a conferma di quanto già espresso in primo grado dal TAR Campania.

### Simboli
Lo stemma e il gonfalone sono stati concessi con DPR del 15 luglio 1956.
Il gonfalone è un dappo di verde.

## Monumenti e luoghi d'interesse
- Chiesa dell'Immacolata e di San Michele (1975)
- Masseria di Monteoliveto Grande.
- Resti del castello, restano solo le mura perimetrali e si distinguono archi a tutto sesto ed il torrione quadrangolare.
- Casale Borbonico (dove risiedeva il Re, e utilizzava l’area per cacciare).
- Cappella del Re dedicata all’arcangelo Michele a via Lufrano.
- Museo di Volla nella biblioteca comunale ( sono esposti gli attrezzi e strumenti risalenti al XX secolo.

## Società

### Evoluzione demografica
Abitanti censiti

### Etnie e minoranze straniere
Sul territorio di Volla vi sono 293 stranieri residenti, pari all'1,11% della popolazione.

## Cultura

### Cucina
- Vino Rosso Pompeiano
- Menesta 'e Natale (tipica verdura utilizzata per la minestra natalizia)
- Friarielli
- torcioni
- spinellucci
- minelli

## Economia
Centro a vocazione agricola, con l'incremento demografico degli ultimi anni si è trasformato in centro di distribuzione di prodotti dell'agricoltura. Da alcuni anni ospita il Centro agro-alimentare di Napoli, uno dei maggiori mercati ortofrutticoli d'Italia. Il centro è noto soprattutto come grande produttore mondiale di friarielli. Un discreto sviluppo ha avuto anche il settore industriale (materie plastiche, carta) e nel corso degli anni '70/'90 del 1900 anche nel settore elettromeccanico, con officine di rilievo regionale, con sedi nel capoluogo partenopeo.

## Infrastrutture e trasporti
Volla è collegata alla Circumvallazione Esterna di Napoli.
La stazione di Volla è posta lungo la ferrovia Napoli-Nola-Baiano, in territorio del comune di Casoria, precisamente nella frazione Arpino.
Il territorio di Volla è altresì attraversato da bus pubblici della società A.IR. Campania.

## Amministrazione
| Periodo | Periodo   | Primo cittadino               | Partito                            | Carica  | Note |
| ------- | --------- | ----------------------------- | ---------------------------------- | ------- | ---- |
| 1960    | 1976      | Michele Scarpato              | Democrazia Cristiana               | Sindaco |      |
| 1976    | 1980      | Luigi Crinisio                | Democrazia Cristiana               | Sindaco |      |
| 1980    | 1984      | Davide Palumbo                | Democrazia Cristiana               | Sindaco |      |
| 1984    | 1988      | Tommaso Perna                 | Democrazia Cristiana               | Sindaco |      |
| 1988    | 1993      | Antonio Iorio                 | Democrazia Cristiana               | Sindaco |      |
| 1993    | 1995      | Guido Navarra                 | Partito Democratico della Sinistra | Sindaco |      |
| 1995    | 1995      | Luigi Armogida                | commissario prefettizio            | Sindaco |      |
| 1995    | 1996      | Luigi Armogida                | commissario straordinario          | Sindaco |      |
| 1996    | 2000      | Guido Navarra                 | Partito Democratico della Sinistra | Sindaco |      |
| 2000    | 2004      | Giovanni Ciro Mastrogiacomo   | L'Ulivo                            | Sindaco |      |
| 2004    | 2004      | Paolo D'Arienzo               | commissario prefettizio            | Sindaco |      |
| 2004    | 2007      | Basilone-Carotenuto-D'Arienzo | commissione straordinaria          | Sindaco |      |
| 2007    | 2012      | Salvatore Ricci               | Alleanza Nazionale-PdL             | Sindaco |      |
| 2012    | 2015      | Angelo Guadagno               | Partito Democratico                | Sindaco |      |
| 2015    | 2016      | Maria De Angelis              | commissario prefettizio            | Sindaco |      |
| 2016    | 2017      | Andrea Vescovo                | Indipendente                       | Sindaco |      |
| 2017    | 2018      | Anna Nigro                    | commissario prefettizio            | Sindaco |      |
| 2018    | 2021      | Pasquale Di Marzo             | Indipendente                       | Sindaco |      |
| 2021    | 2024      | Giuliano Di Costanzo          | Indipendente di csx                | Sindaco |      |
| 2024    | 2025      | Sergio Di Martino             | commissario prefettizio            | Sindaco |      |
| 2025    | in carica | Giuliano Di Costanzo          | Indipendente di csx                | Sindaco |      |

## Sport
La principale squadra di calcio era l'A.S.D. Virtus Volla che militava nel girone A dell'Eccellenza Campania. Nata nel 2002, si è successivamente sciolta nel 2020 e ha ceduto il titolo sportivo al Campania Ponticelli. La società rifondata partecipa al compionato di terza categoria dal 2024/2025. La principale squadra di pallavolo Volley Volla milita nel campionato di Serie C (maschile) e Serie C (femminile).